# Patrice Flichy
 (novembre 2011).
Si vous disposez d'ouvrages ou d'articles de référence ou si vous connaissez des sites web de qualité traitant du thème abordé ici, merci de compléter l'article en donnant les références utiles à sa vérifiabilité et en les liant à la section « Notes et références ».
Patrice Flichy est professeur de sociologie à l’Université Paris-Est Marne-la-Vallée et chercheur au Laboratoire Techniques, territoires et sociétés (LATTS).

## Biographie
Ancien élève d'HEC, Patrice Flichy est également titulaire d'une licence de sociologie (1969), d'un doctorat de 3e cycle en sociologie (ÉPHÉ, Université de Paris I, 1971), d'un DES de Sciences économiques (Université de Paris I, 1974) et d'une Habilitation à diriger des recherches en Sciences de l'information et de la communication (Université de Grenoble III, 1994).
Chargé d'études au Centre d'études des techniques économiques modernes (CÉTÉM, 1969-1971) puis au Secrétariat d'État à la culture (1972-1976), il entre comme chercheur à l'Institut national de l'audiovisuel (1977-1982) puis au Cnet (devenu France Telecom Recherche & Développement, 1982-1997) ; il y devient Chef du Laboratoire Usages sociaux des télécommunications. En 1998, il est Visiting Professor à l'université Stanford. Il enseigne à l’Université de Marne-la-Vallée depuis lors.
Ses recherches ont principalement porté sur l'étude des techniques de télécommunication en articulant conception et usages dans une théorie de l'innovation. En consacrant une partie de ses travaux à Internet, Patrice Flichy a mis en avant le rôle de l'imaginaire dans la conception des techniques (phénomène alors peu étudié en sociologie des techniques et de l'innovation). Son argument est que c'est en spéculant sur l'importance future d'Internet dans nos sociétés que l'on a fini par lui donner le rôle central qu'il y tient aujourd'hui ; on parle de prophétie auto-réalisatrice.
Il est le cofondateur et directeur de Réseaux, revue bimestrielle de sciences sociales consacrée aux rapports entre technique, communication et société.
Patrice Flichy s'intéresse à la controverse qui questionne le rôle d'internet : est-ce un outil de la démocratie ? Avant d'être une grande innovation technique, internet est une innovation sociale. En effet, elle permet aux différents utilisateurs de non plus élire leur représentant mais de participer directement. Patrice Flichy y apporte des éléments de réponse avec une synthèse de ses travaux et revient sur les points importants tels que sa vision d'internet, sa méthode de travail et ses différentes enquêtes. Il finit par conclure que, de toute manière, internet n'apporte pas d'effet négatif sur la démocratie.